# Lista över svenska regenters titlar
Detta är en lista över de svenska regenternas titlar från år 1521 till nutiden. 

## Svenska regenters titlar
Två av dessa regenter, Gustav Vasa och Karl IX var först benämnda som Sveriges riksföreståndare.

### Vasaätten
| Namn                                                           | Bild | Titel på svenska | Titel på latin | Regeringstid                 | Källor |
| -------------------------------------------------------------- | --- | --- | --- | ---------------------------- | ------ |
| Gustav Vasa (Landsfadern)                                      | | Jach Göstaff Erichson i Ribboholm vtuald Höffuidzman offuer Daler, Helsingeland, Gestringeland, Östergötland ok Vpland. | Ingen. | 1521–1523 (riksföreståndare) | [ 1 ]  |
| Gustav Vasa (Landsfadern)                                      | Wij Göstaff medth Gudz naadth wtwaldth Swerigis ok Götes konungh etc.                                                                                    | Nos Gostauus dej gratia Swecorum Gotorumque electus rex etc. | 1523–1528 | [ 1 ]                        |        |
| Gustav Vasa (Landsfadern)                                      | Wij Gustaff medh gudz nådez Swerigis gotis ok wendis etc. konungh.                                                                                       | Nos Gostavus dej gratia Swecorum Gotorumque rex etc. | 1528–1560 | [ 1 ]                        |        |
| Erik XIV                                                       | | Wij Erich then fiorttonde Medh Gudz Nådz Sweriges, Götis ock Wendes &c. Konungh. | Nos Erico dej gratia Swecorum Gotorumque rex etc. | 1560–1568                    | [ 1 ]  |
| Johan III                                                      | | Wy Jahan then Tridie medh Gudz näde Swerigis, Göthes ock Wendes konungh, storfurste till Findlandh, Carelen, Wätzski Petin ock Ingermannlandh i Rydzlandh ock öfwer the Eester i Liffland hertig. | Nos Jahannus Tertius Dei gracia Rex Suecie, Göte et Vende, Magnus Dux Findlandie, Karelia, Wetski Petin et Ingermannlandh Russie ac Ester in Livland Dux. etc. etc.. | 1568–1592                    | [ 1 ]  |
| Sigismund                                                      | | Wii Sigismundus medh Guds nåde Sweriges, Göthes ock Wändes konungh, storfurste till Finland, Karelen, Wåtschipethin ock Ingermannland vthi Rysland ock öfwer the Ester i Liffland hertig, så ock konungh till Pålen, storfurste till Littawen, Rydzen, Pryssen, Masurien, Samogitien, Kiouenn, Wolin ock Liffland herre. | Nos Sigismundus dei gracia rex Sueciae, Göte et Vende, magnus dux Finlandie, Karelie, Wåtschipethin et Ingermannie in Russie et super Ester in Livonia dux, sie et rex Polonie, magnus dux Lithuanie, Rydzen; Prussia, Masuria, Samogitia, Kiouenn, Wolin et Livland dominus. etc. etc.. etc... | 1592–1599                    | [ 1 ]  |
| Karl IX                                                        | | Wii Karl medh Gudz nåde Swerigis riikis arffurste ock föreståndere, hertig till Sudermannelanndh, Näriche ock Wermelanndh. | Nos Carolus, Dei gratiâ, Regnorum Sueciæ, Gothiæ, Vandaliæque Hæreditarius Princeps & Gubernator, Sydromanniæ, Nericiæ & Wermelandiæ &c. Dux. | 1599–1604                    | [ 1 ]  |
| Karl IX                                                        | Wii Carll medh Gudz nåde Sweriges riikis wttkorade konungh ock arffurste, hertig till Sudermannelanndh, Näriche ock Wermelanndh.                         | Nos Carolus Dei gracia Rex et Hereditarius Princeps Sueciae Coronatus, Dux Södermanlandiae, Narke et Värmlandiae. | 1604–1607 |                              |        |
| Karl IX                                                        | Wii Karll then Nijonde medh Gudz nåde Sweriges, Göthes, Wändes, Finners, Carelers, Lappers i Norlanden, the Caijaners ock Esters i Liffland &c. Konungh. | Nos Carolus Nonus Dei gracia Sueciæ, Gothiæ, Vandaliæque, Finnarii, Karelianii, Lappones in Norrlandia, Curonibus et Estonicis in Livlandia, etc. Rex. | 1607–1611 | [ 1 ]                        |        |
| Gustav II Adolf (Lejonet från Norden) (Gustav Adolf den Store) | | Wii Gustaff Adolf Medh Gudz Nåde Sweriges, Göthes ock Wendes etc. Konungh Stoorfurste till Finland, hertig uthi Eesteland ock Carelen Herre vthöfuer Ingermannelandh. | Gustavus Adolphus Dei Gratia, Svecorum, Gothorum et Wandalorum Rex: Magnus Dux Finlandia, Dux Esthonia ac Carelia, Ingriæ Dominus, etc. etc.. | 1611–1632                    | [ 1 ]  |
| Kristina                                                       | | Wii Christina medh Gudz nåde Sweriges, Göthes ock Wändes drotning, stoorfurstinna till Finland, härtiginna vthi Estland, Carelen, Brehmen, Verden, Stettin, Pommern, Cassuben ock Wänden, furstinna till Rügen, frw öffwer Ingermannelandh ock Wissmar &c.                                                               | Nos Christina Dei gracia Regina Sueciae, Gote et Vende, Magna ducissa Finlandie, Duxissa Estonie, Carelene, Brema, Verdene, Stettin, Pomeranie, Cassuben et Wänden, principissa Rügene, domine Ingermannie et Wismarie &c.                                                                      | 1632–1653                    | [ 1 ]  |

### Pfalziska ätten
| Namn            | Bild | Titel på svenska | Titel på latin | Regeringstid | Källor |
| --------------- | ---- | --- | --- | ------------ | ------ |
| Karl X Gustav   |      | Wii Carl Gustaff medh Gudz nåde, Sweriges Göthes ock Wändes Konung, Storfurste till Finland, Hertig vthi Estland, Carelen, Brehmen, Vehrden, Stettin, Pommern, Cassuben, ock Wänden, Furste till Rügen, Herre öffwer Ingermanneland ock Wissmar; sa ock Pfaltz-Grefwe widh Rhein, i Beyern, till Gülich, Clewe ock Bergen, Hertig. | Nos Carolus Gustavus Dei gratia Svecorum, Gothornm, Wandalorumque Rex, Magnus Princeps Finlandiae, Dux Esthoniae, Careliae, Bremae, Verdae, Stetini, Pomeraniae, Cassubiae et Wandaliae, Princeps Rugiae, Dominus Ingriae et Wismariae, nec non Comes Palatinus Rheni, Bavariae, Juliaci, Cliviae et Montium Dux etc. | 1654–1660    | [ 1 ]  |
| Karl XI         |      | Wii Carl medh Gudz nåde, Sweriges Göthes ock Wändes Konung, Storfurste till Finland, Hertig vthi Skåne, Estland, Carelen, Brehmen, Vehrden, Stettin, Pommern, Cassuben, ock Wänden, Furste till Rügen, Herre öffwer Ingermanneland ock Wissmar; sa ock Pfaltz-Grefwe widh Rhein, i Beyern, till Jülich, Klewe ock Bergen, Hertig. | Nos Carolus Dei gratia Svecorum, Gothornm, Wandalorumque Rex, Magnus Princeps Finlandiae, Dux Scania, Esthoniae, Careliae, Bremae, Verdae, Stetini, Pomeraniae, Cassubiae et Wandaliae, Princeps Rugiae, Dominus Ingriae et Wismariae, nec non Comes Palatinus Rheni, Bavariae, Juliaci, Cliviae et Montium Dux etc. | 1660–1697    | [ 1 ]  |
| Karl XII        |      | Den stormäktige ock nådige herren, Karl, medh Gudz Nåde, Sweriges, Göthes ock Vendes Konung, Storfurste till Finland, Hertig uti Skåne, Estland, Livland, Karelen, Bremen, Verden, Stettin, Pommern, Kassuben ock Venden, Furste till Rügen, Herre öffwer Ingermannland ock Wismar, så ock Pfalzgrefve vid Rhen, i Bayern, samt till Jülich, Kleve ock Bergen Hertig. Grefve till Valdens, Spanheim, Mark ock Ravensburg ock Herre till Ravenstein.                                            | Ingen. | 1697–1718    | [ 1 ]  |
| Ulrika Eleonora |      | Ulrika Eleonora med Guds Nåde Sveriges, Göthes ock Wendes Drottning, Storfurstinna till Finland, Hertiginna uti Skåne, Estland, Livland, Carelen, Bremen, Verden, Stettin, Pommern, Cassuben ock Wenden, Furstinna till Rügen, Fru öfver Wismar, Pfaltzgrefvinna vid Rhen, i Bayern, till Julich, Cleve ock Bergen Hertiginna etc. så ock Lantgrefvinna och Arfprinsessa till Hessen, Furstinna till Hirschfeld, Grefvinna till Catzen, Elnbogen, Dietz, Ziegenheim, Nídda ock Schaumburg etc. | Ulrika Eleonora Dei gratia Sueciae Regina, Gothorum et Vende, Magnae Ducissae Finlandiae, Ducissa Scaniae, Estoniae, Livlandiae, Carelenae, Bremae, Verdenae, Stettin, Pomeraniae, Cassubenae et Wenden, principissae Rügeniae, Mariae Wismariae, Comitissa Palatinatus Rheni, Bavariae, Juliacensis, Cleve ac Bergensis Ducissae etc., ac Landcomitissa ac Corona Principissa Hassiae, Principissa Hirschfeld, Comitissa Catzen, Elnbogen, Dietz, Ziegenheim, Nídda et Schaumburg etc. | 1718–1720    | [ 1 ]  |

### Hessiska ätten
| Namn      | Bild | Titel på svenska | Titel på latin | Regeringstid | Källor |
| --------- | ---- | --- | --- | ------------ | ------ |
| Fredrik I |      | Wi Friedrich med Guds Nåde, Sweriges, Göthes ock Wendes Konung, &c. &c. &c. Lantgrefve till Hessen, Furste till Hirschfeld, Grefve till Catzen Elnbogen, Dietz, Ziegenhayn, Nidda ock Schaumburg &c. &c. | Nos Fredericus, Dei Gratia, Suecorum, Gothorum, Vandalorumque Rex, etc. etc.. Landgravius Hassiae, Princeps Hirschfeldiae, Comes Cattimeliboci, Dietziae, Ziegenhaynae, Niddae et Schaumburgi, etc. etc.. | 1720–1751    | [ 1 ]  |

### Holstein-Gottorpska ätten
| Namn                      | Bild | Titel på svenska | Titel på latin | Regeringstid | Källor |
| ------------------------- | --- | --- | --- | ------------ | ------ |
| Adolf Fredrik             | | Wi Adolph Friedrich med Guds Nåde, Sweriges, Göthes och Wendes utkorade Konung &c. &c. &c. Arfvinge till Norrige, Hertig till Schlesswig-Hollstein, Stormaren och Dittmarschen, Grefve till Oldenburg och Delmenhorst &c. &c. | Nos Adolphus Fredericus Dei gratia Suecorum, Gothorum, Vandalorumque Rex &c., &c. &c.; Haeres Daniae et Norvegiae, Dux Slesviae, Holsatiae, Stormariae et Ditmarsiae, Comes in Oldenburg et Daimenhorst &c. &c. | 1751–1771    | [ 1 ]  |
| Gustav III (Teaterkungen) | | Wi Gustaf med Guds Nåde, Sveriges, Götes och Vendes Konung &c. &c. &c. Arfvinge till Norrige samt Hertig till Schlesswig-Hollstein, &c. &c.                                                                                   | Nos Gustavus III Dei gratia Suecorum, Gothorum, Vandalorumque Rex etc. etc.. etc... Haeres Daniae et Norvegiae, Dux Slesviae, Holsatiae etc. etc..                                                              | 1771–1792    | [ 1 ]  |
| Gustav IV Adolf           | | Wi Gustaf Adolph med Guds Nåde, Sveriges, Götes och Vendes Konung &c. &c. &c. Arfvinge till Norrige samt Hertig till Schlesswig-Hollstein, &c. &c.                                                                            | Nos Gustavus IV Adolphus Dei gratia Suecorum, Gothorum, Vandalorumque Rex etc. etc.. etc... Haeres Daniae et Norvegiae, Dux Slesviae, Holsatiae etc. etc..                                                      | 1792–1809    | [ 1 ]  |
| Karl XIII                 | | Wi Carl med Guds Nåde, Sveriges, Götes och Vendes Konung &c. &c. &c. Arfvinge till Norrige samt Hertig till Schlesswig-Hollstein, &c. &c.                                                                                     | Nos Carolus XIII Dei gratia Suecorum, Gothorum, Vandalorum Rex etc. etc.. etc... Haeres Daniae et Norvegiae, Dux Slesviae, Holsatiae etc. etc..                                                                 | 1809–1814    | [ 1 ]  |
| Karl XIII                 | Wi Carl med Guds Nåde, Sveriges, Norriges, Götes och Vendes Konung &c. &c. Hertig till Schlesswig, Hollstein. &c. &c. | Nos Carolus XIII Dei gratia Suecorum, Norvegiae, Gothorum, Vandalorum Rex etc. etc.. etc... Dux Slesviae, Holsatiae etc. etc..                                                                                                | 1814–1818 |              |        |

### Bernadotteska ätten
| Namn            | Bild                                                                 | Titel på svenska                                                           | Titel på latin                                                                  | Regeringstid | Källor |
| --------------- | -------------------------------------------------------------------- | -------------------------------------------------------------------------- | ------------------------------------------------------------------------------- | ------------ | ------ |
| Karl XIV Johan  |                                                                      | Vid Guds nåde, Carl Johan, Sveriges, Norriges, Götes och Vendes Konung.    | Carolus XIV Johanus, Dei Gratia Suecorum, Norvegiae, Gothorum et Vandalorum Rex | 1818–1844    | [ 1 ]  |
| Oscar I         |                                                                      | Vid Guds nåde, Oscar, Sveriges, Norriges, Götes och Vendes Konung.         | Oscar I, Dei Gratia Suecorum, Norvegiae, Gothorum et Vandalorum Rex             | 1844–1859    | [ 1 ]  |
| Karl XV         |                                                                      | Vid Guds nåde, Karl, Sveriges, Norriges, Götes och Vendes Konung.          | Carolus XV, Dei Gratia Suecorum, Norvegiae, Gothorum et Vandalorum Rex          | 1859–1872    | [ 1 ]  |
| Oscar II        |                                                                      | Vid Guds nåde, Oscar den Andre, Sveriges, Norges, Götes och Vendes Konung. | Oscar II, Dei Gratia Suecorum, Norvegiae, Gothorum et Vandalorum Rex            | 1872–1907    | [ 1 ]  |
| Oscar II        | Vi Oscar den Andre, vid Guds nåde Sveriges, Götes och Vendes Konung. | Nos Oscar II, Dei Gratia Suecorum, Gothorum et Vandalorum Rex              | 1905–1907                                                                       |              |        |
| Gustaf V        |                                                                      | Vi Gustaf, vid Guds Nåde Sveriges, Götes och Vendes Konung.                | Nos Gustavus, Dei Gratia Suecorum, Gothorum et Vandalorum Rex                   | 1907–1950    | [ 1 ]  |
| Gustaf VI Adolf |                                                                      | Vi Gustaf Adolf, vid Guds Nåde Sveriges, Götes och Vendes Konung.          | Nos Gustavus Adolphus, Dei Gratia Suecorum, Gothorum et Vandalorum Rex          | 1950–1973    | [ 1 ]  |
| Carl XVI Gustaf |                                                                      | Vi Carl Gustaf, Sveriges Konung                                            | Ingen.                                                                          | 1973–        | [ 1 ]  |